# Typosyllis heterosetosa
Typosyllis heterosetosa är en ringmaskart som beskrevs av Hartmann-Schröder 1991. Typosyllis heterosetosa ingår i släktet Typosyllis och familjen Syllidae. Inga underarter finns listade i Catalogue of Life.